# Radio Chablais
 (décembre 2023).
Si vous disposez d'ouvrages ou d'articles de référence ou si vous connaissez des sites web de qualité traitant du thème abordé ici, merci de compléter l'article en donnant les références utiles à sa vérifiabilité et en les liant à la section « Notes et références ».
Radio Chablais est une radio privée suisse. Elle propose depuis 1984 un programme mêlant informations régionales, émissions culturelles et programmation musicale. 
Elle propose aussi différentes thématiques de webradios avec « Radio Chablais Oldies », « Radio Chablais Rock 'N' Blues », « Radio Chablais Folklorique », « Radio Chablais Love », « Radio Chablais 100% Français » et « Radio Chablais Sporty ». 

## Historique
Radio Chablais est créée en 1983 par l’Association du Chablais afin de donner un média à une région séparé par une frontière cantonale. Cette mission a été engagée en 1971 par les pères de l'Associassion du Chablais.
La première émission est diffusée le 20 juin 1984 par l'association du Chablais. Débranche ! de France Gall est le premier morceau diffusé par la station.
En 2017, Radio Chablais, via sa régie publicitaire, rachète le groupe Vibration 108 avec les webradios thématiques et élargi son choix de style musical.